# Ilarie de Poitiers
Ilarie de Poitiers (în franceză Saint Hilaire de Poitiers, n. ca. 315, Poitiers - d. 367, Poitiers) a fost episcop, învățător al Bisericii.

## Viața
S-a născut la Poitiers la începutul secolului al IV-lea (cca. 315). A fost botezat la vârstă adultă. Ales episcop al cetății natale în jurul anului 350, a luptat cu zel împotriva ereziei ariene (care respingea dumnezeirea lui Hristos), în această privință asemănându-se cu episcopul Atanasie cel Mare. A fost exilat de împăratul Constanțiu al II-lea în Răsăritul Imperiului. În exil, Ilarie a scris opera sa principală, despre Sfânta Treime. După moartea lui Constanțiu s-a putut întoarce la Poitiers, unde a rămas până la moartea sa.
Sărbătorit în Biserica Catolică și în Biserica Ortodoxă la 13 ianuarie.

## Scrieri

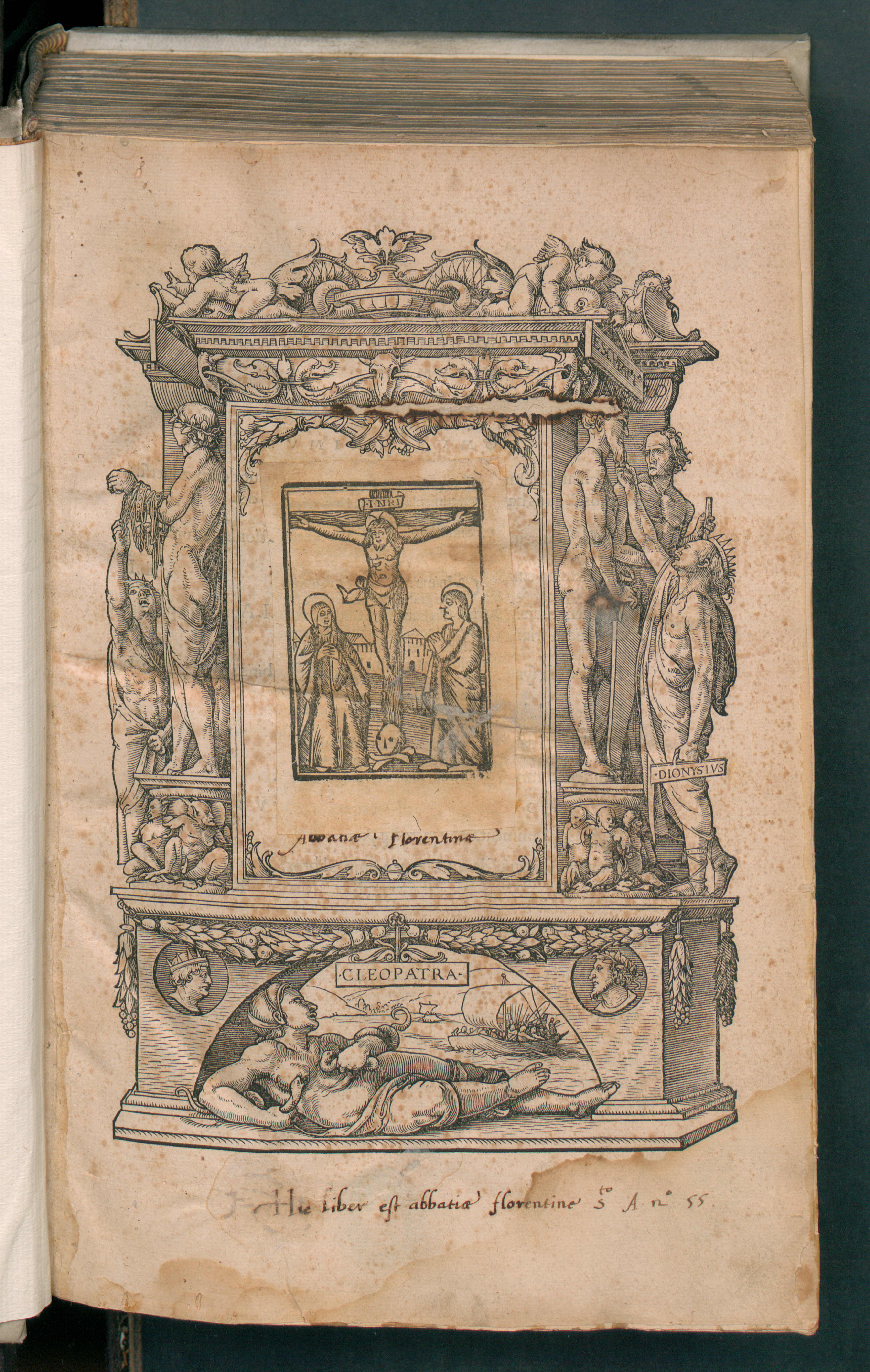
Lucubrationes, 1523

A scris comentarii la Psalmi și la Evanghelia după Matei. A compus de asemenea mai multe imnuri în limba latină.
- Commentarius in evangelium Matthaei, 353-355 (ediție franceză: J. Goignon, 2 vol., Paris 1978-79);
- De synodis seu de fide Orientalium liber I, 359;
- Contra Constantium Augustum libri II, 359;
- Contra Constantium Imperatorem liber I. 361;
- Ad praefectum Sallustium, sive contra Dioscorum, 361-362;
- Contra Arianos vel Auxentium Mediolanensem libri III, 364;
- Tractatus super psalmos, um 365 (ed. A. Zingerle, CSEL 22, 1891);
- Opus historicum adversus Valentem et Ursacium (s-au păstrat doar fragmente);
- De Patris et Filii unitate liber I;
- De Patris et Filii essentia liber I;
- Tractatus mysteriorum (ed. F. Gamurrini, Roma 1887; A. L. Feder, CSEL 65, 1916; fr. J.-P. Brisson, Paris 1967);
- De trinitate libri XII (opera principală a lui Ilarie, ed. H. Hurter, Innsbruck 1887);
- Apologetica ad reprehensores libri de synodis responsa. (Ed. J. Faber, Paris 1510; D. Erasmus, Basel 1523; J. Gillot, Paris 1572; P. Coustant, ibid. 1697; S. Maffei, 2 vol., Verona 1730; F. Oberthür, 4 vol., Würzburg 1785-88;
- Opera, 4 vol., Paris 1830; J. F. Gamurrini, Roma 1887; A. L. Feder, CSEL 65, 1916; E. W. Watsori, Grand Rapids/Michigan 1955; M. Meslin, Paris 1959; A. Blaise, Namur 1964.
- Ediții ale imnurilor: G. M. Dreves, Hymographi latini, Leipzig 1907; Id., Die Kirche der Lateiner in ihren Liedern, Kempten 1908; Id. și C. Blume, Ein Jt. lat. Hymnendichtung. Eine Blütenlese aus den Analecta Hymnica, Leipzig 1909; A. L. Feder, CSEL 65, 1916; W. N. Myers (ed.) Hymni, Philadelphia 1928; Id., (ed.), The Hymns of St. H. of P. in the Cod. Aretinus, ebd. 1933 (trad. eng.); W. Bulst, Hymni latini antiquissimi, Heidelberg 1956.